# Grão-Ducado do Baixo Reno
O Grão-Ducado do Baixo Reno (em alemão:  Großherzogtum Niederrhein), ou simplesmente a Província do Baixo Reno (em alemão:  Provinz Niederrhein), foi uma província do Reino da Prússia que existiu de 1815 a 1822.
A província foi criada após o Congresso de Viena em 1815, que atribuíu a Frederico Guilherme III a Renânia e com o título de Grão-Duque do Baixo Reno. Isto permitiu que a Prussia consolidasse os seus territórios renanos detidos desde 1803, como o Eleitorado de Tréveris, o Condado de Manderscheid, o Principado de Stavelot-Malmedy, e a anteriormente Cidade Imperial Livre de Aachen, partes do Luxemburgo e o Limburgo, bem como outros territórios menores.
O governo provincial estava sediado em Coblença (Koblenz) e, desde 22 de abril de 1816, estava subdividida em três distritos (Regierungsbezirke): Aachen, Coblença e Tréveris.
A 22 de junho de 1822, uma Ordem do Governo (Kabinettsordre) da Prússia uniu esta província com a Província de Jülich-Cleves-Berg, para formar uma nova entidade, a Província do Reno (Rheinprovinz), com a capital em Coblença (Koblenz).